# Villa Tommasi Aliotti
Villa Tommasi Aliotti si trova in località Metelliano presso Cortona, in provincia di Arezzo. 
La villa, pur essendo un edificio di grossa mole d'impianto tardo-rinascimentale, svela un'architettura elegante e compatta nonostante i cambiamenti subiti. Questa prende il nome dai proprietari Tommasi-Aliotti, una delle famiglie più importanti della zona.

## Storia
L'edificio, risalente al XVI secolo, fu trasformato intorno alla metà del XVIII secolo in dimora aristocratica, arricchita da un giardino formale. Nel XIX secolo Luigi Tommasi apportò delle sostanziali modifiche che definirono la proprietà nelle forme attuali, cancellando in parte la trama del disegno settecentesco, come documentato in un cabreo della prima metà del XIX secolo di proprietà della famiglia Tommasi-Aliotti.

## Descrizione
L'accesso alla villa avviene attraverso un portone tripartito, centrato sul viale alberato d'ingresso al termine del quale si apre una grande vasca ovale d'acqua, probabilmente di origine ottocentesca. Contemporanea alla vasca è la bella limonaia, in stile neogotico, addossata ad un fianco della villa.
Sul retro dell'edificio, una cerchiata di lecci in asse con il viale alberato d'accesso, si prolunga fino al muro di cinta a nord. Si delineano così due zone, quella ad ovest a parco, quella ad est agricola perfettamente integrate tra loro.
Il parco, che circonda la costruzione è un insieme di rare piante d'alto fusto quali abeti, ippocastani, bagolari, pini, lecci, sequoie, tassi e olmi, all'interno del quale sono sparse statue e manufatti rustici.
Nella piccola chiesa della vita sono conservati i dipinti di Francesco Capella L'Immacolata Concezione con santi e anime del purgatorio realizzato nel 1747 per la chiesa di Cortona e allocato il 6 aprile